# Kanał Górnonotecki

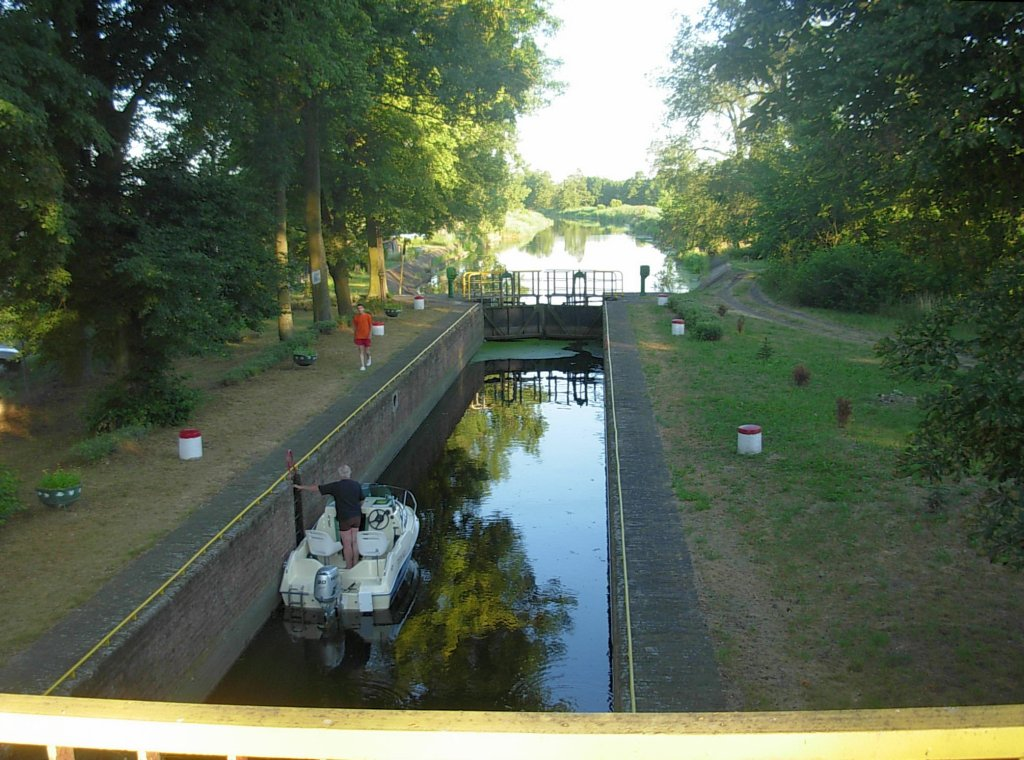
Śluza Dębinek II

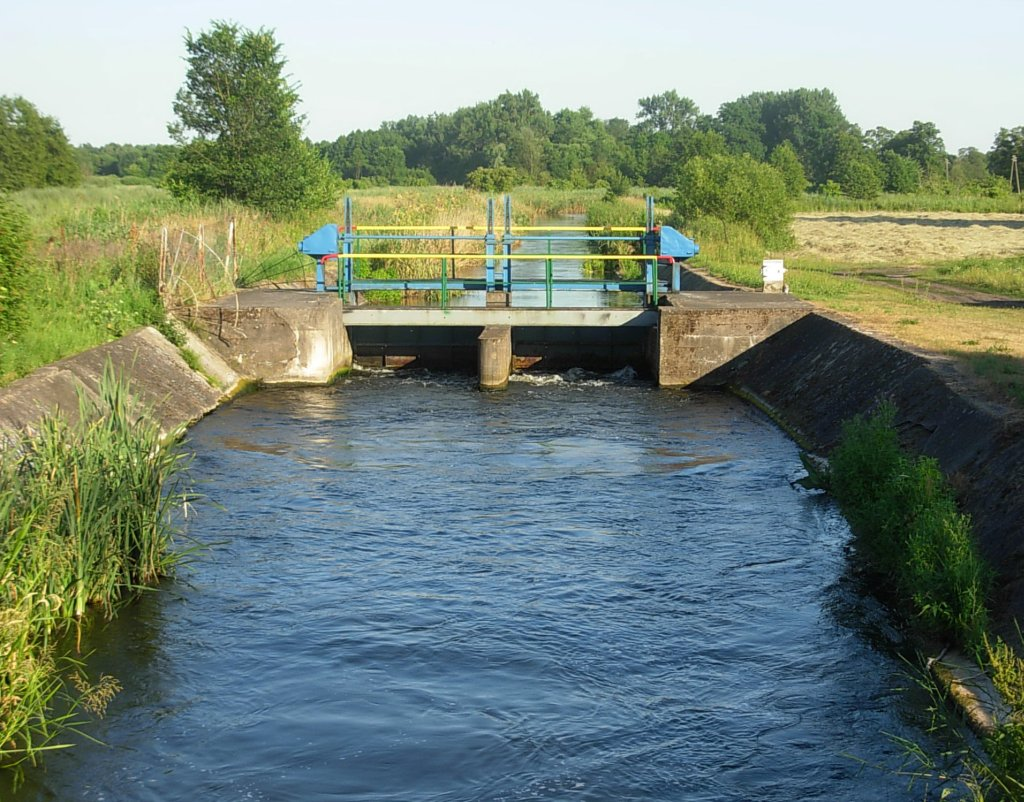
Jaz w Dębinku

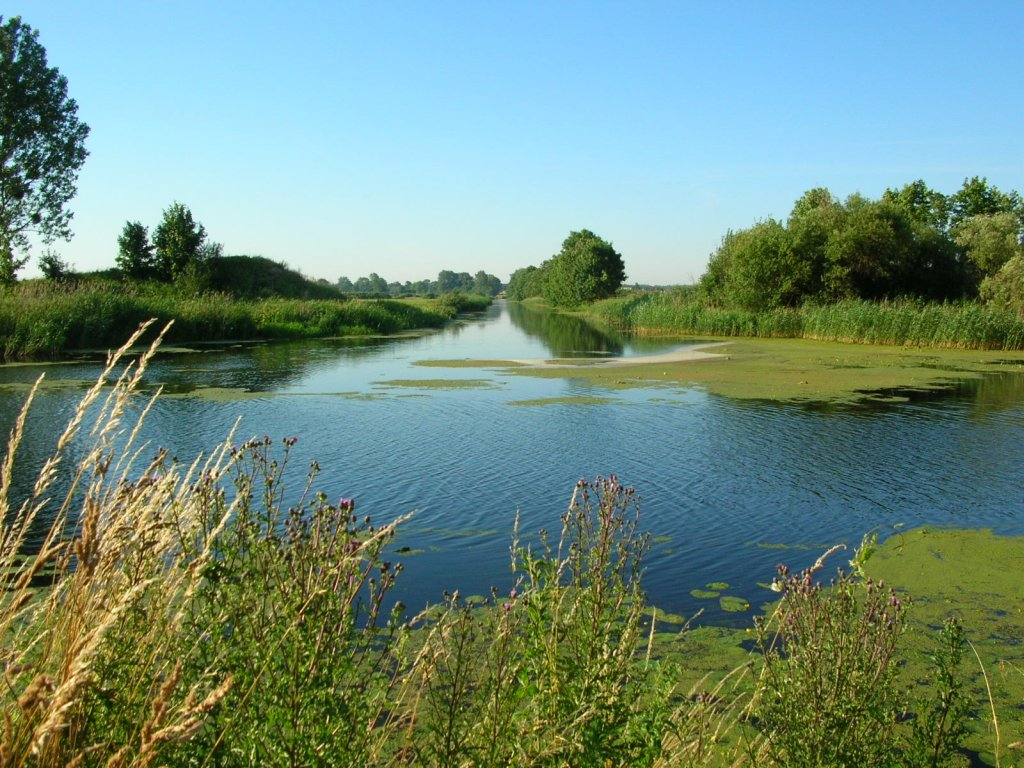
Ujście do Kanału Bydgoskiego

Kanał Górnonotecki – kanał żeglugowy w województwie kujawsko-pomorskim, w Kotlinie Toruńskiej (części Pradoliny Toruńsko-Eberswaldzkiej); oddany do użytku w 1882 roku.

## Charakterystyka
Kanał powstał z potrzeby zaopatrywania w wodę Kanału Bydgoskiego oraz połączenia systemu jezior kujawskich i wielkopolskich z drogą wodną Wisła-Odra. Łączy Kanał Bydgoski z jeziorem Gopło, poprzez górną Noteć. Jest ostatnim odcinkiem drogi wodnej Warta – Kanał Bydgoski (od 121,6 do 146,6 km). Ma długość 25 km, zaś długość całego systemu skanalizowanej Noteci Gopło – Kanał Bydgoski wynosi 114,6 km. Wykorzystano w nim śluzy, których jest 6 plus dwie na Noteci. Kanał jest zaliczony do żeglownych dróg wodnych klasy Ia. Na niektórych odcinkach nośność przepływającego kanałem statku może wynosić 300 ton, ale dopuszczalna jest do 150 ton.
Kanał został wykonany na obszarze tzw. Bydgoskich Łąk Nadnoteckich, które znajdują się częściowo w depresji względem poziomu wody w kanale. Na tym odcinku oba brzegi kanału są ogroblowane i obsadzone szpalerem topól. W Dębinku znajduje się wodny węzeł rozrządowy, gdzie na odcinku 600 m poprzez dwie śluzy i trzy jazy następuje podział nurtu wodnego (w sposób umożliwiający regulację) na dwie odnogi: jedną zasilającą Noteć i drugą poprowadzoną do Kanału Bydgoskiego. Końcowy odcinek cieku o długości 9 km poprowadzono krzywiznami wśród zalesionych wydm, co tworzy atrakcyjny turystycznie krajobraz. W odcinku dolnym Kanał pokrywa się z działem wodnym Wisła-Odra. Jest elementem wodnej Pętli Wielkopolskiej oraz Pętli Kujawskiej.
Szerokość szlaku żeglownego wynosi od 15 do 20 m i jest on oznakowany znakami żeglugowymi brzegowymi. Głębokość wody w kanale waha się od 0,80 do 1,20 m w zależności od poziomu piętrzenia. Okres nawigacji występuje od kwietnia do listopada.

## Historia
Poprzednikiem dolnej części Kanału Górnonoteckiego był kanał zasilający, prowadzący wody od Noteci w Dębinku do Kanału Bydgoskiego w miejscowości Lisi Ogon. Został zbudowany w 1774 r. i służył wyłącznie zaopatrywaniu w wodę najwyższej przegrody Kanału Bydgoskiego, między śluzą Osowa Góra i Józefinki.
Pierwsze projekty kanalizacji górnej Noteci pochodzą z I połowy XIX wieku, wywołane postulatami właścicieli nadnoteckich łąk, którym wylewy rzeki wyrządzały szkody (1807, 1830). Władze pruskie, obawiając się obniżenia lustra wody w Gople i zmniejszenia zasilania w wodę Kanału Bydgoskiego, dość długo wstrzymywały się z realizacją inwestycji. W latach 1857–1859 miejscowe spółki prywatne rozpoczęły jednak meliorację zabagnionych nizin nadgoplańskich oraz łąk nadnoteckich.
Szczegółowe projekty kanalizacji górnej Noteci od jeziora Gopło do Kanału Bydgoskiego opracowano w latach 70. XIX w. i zaczęto realizować równocześnie z kanalizacją dolnej Brdy oraz regulacją Wisły na odcinku pruskim.
Rozpoczęte w 1878 r. prace polegały na rozbudowie śluz i jazów dla statków o wyporności do 150 ton. Prowadzono je nie tylko na górnej Noteci, ale również na kanale zasilającym. Prace prowadzono przez cztery lata.
25 września 1882 r. otwarto skanalizowany szlak wodny, który liczył 105 km długości, z czego ponad 30 km przypadało na przekopy omijające kręte koryto rzeki. Zamknięto m.in. łożysko Noteci pod Leszczycą i poprowadzono nowe pomiędzy Leszczycami a Pakością. Kolejny kanał o długości 8,7 km przekopano na odcinku Oburznia-Dębinek na Bydgoskich Łąkach Nadnoteckich. Pogłębiono i przystosowano do żeglugi również kanał zasilający od Dębinka do ujścia do Kanału Bydgoskiego.
Cały szlak od Gopła wyposażono w osiem śluz, z czego trzy przypadały na kanał zasilający w pobliżu Bydgoszczy (Lisi Ogon, Łochowo, Dębinek), a 5 na rzekę Noteć (Dębinek, Frydrychowo, Antoniewo, Łabiszyn, Pakość). Odcinek Noteci od Dębinka do Nakła pozostawiono w stanie naturalnym, nie planując dla niego funkcji żeglugowej. W latach późniejszych ze szlakiem wodnym górnej Noteci zostały połączone: jezioro Bronisławskie (1882 r.) oraz jeziora żnińskie (Kierzkowskie, Ostrowieckie, Foluskie, wraz z dwiema śluzami: w Wójcinie i Ostrowcach 1905 r.)
Budowa Kanału Górnonoteckiego przyniosła korzyści gospodarcze regionom: Kujaw i Wielkopolski, gdyż przez Noteć zostały połączone ze szlakiem Odra-Wisła prowadzącym na zachód Europy. Kanał stał się również elementem Bydgoskiego Węzła Wodnego, który łączył szlak Wisły prowadzący do Królestwa Polskiego oraz nad Bałtyk ze szlakiem Kanału Bydgoskiego prowadzącym do Szczecina i Berlina. Wykorzystanie gospodarcze Kanału malało stopniowo po II wojnie światowej. Stan ten utrwaliło zaniechanie w latach 80. systematycznych prac pogłębiarskich. W 1959 roku przepływało Kanałem ok. 530 statków rocznie, w 1980 r. 360 jednostek, w 1990 r. zaledwie 12.
Od 1984 do II połowy lat 90. XX w. nad ujściowym odcinkiem Kanału do Kanału Bydgoskiego, na południe od miejscowości Kruszyniec, znajdował się most drogowy, który następnie rozebrano z uwagi na zły stan techniczny.
Na początku 2020 zakończył się remont śluzy nr 8 Lisi Ogon, prowadzony w ramach modernizacji stopni wodnych na Dolnej i Górnej Skanalizowanej Noteci. Zakres prac o wartości prawie 2,17 mln zł obejmował m.in. modernizację górnego i dolnego awanportu, częściową wymiany licowanej cegły w komorze śluzy, naprawę płyty dennej, wrót górnych i dolnych z ich ręcznym napędem mechanicznym; renowację pomostów i naprawę urządzeń kontrolno-pomiarowe.
Latem 2020 przystąpiono do remontu śluzy nr 7 w Łochowie. W ramach prac o wartości 1.887.316,83 zł brutto skuto uszkodzoną cegłę licową wewnątrz komory, a na wschodniej jej ścianie ułożono nowe lico; wyremontowano górną głowę śluzy, a mechanizmy napędowe wrót (które pozostały na miejscu) zdemontowano. Poza remontem komory śluzy i wrót zakres prac obejmuje modernizację awanportów (górnego i dolnego), płyty dennej, pomostów, urządzeń kontrolno-pomiarowych oraz ciągów pieszych.

## Śluzy
Kanał Górnonotecki posiada sześć śluz żeglugowych, jednokomorowych o wymiarach komór 42,0 × 5,00 m wykonanych z betonu, cegły klinkierowej i ciosów kamiennych. Za pomocą nich statki pokonują spad wynoszący 13,68 m w kierunku Kanału Bydgoskiego.
Przy każdej śluzie jest zbudowany jaz służący do odprowadzania nadmiaru wód z Noteci krzyżującej się z kanałem lub z własnych lokalnych zlewni.
Śluzy na Kanale Górnonoteckim:
| Lp. | Nazwa                   | Nr. śluzy na szlaku żeglugowym | Lokalizacja                                                          | Kilometraż drogi wodnej | Wysokość podnoszenia | Telefon                   |
| 1.  | Śluza Antoniewo         | 3                              | W pobliżu wsi Antoniewo                                              | 121,7 km                | 1,58 m               | (58)384-61-05 604 444 391 |
| 2.  | Śluza Frydrychowo       | 4                              | W pobliżu wsi Antoniewo                                              | 125,1 km                | 3,02 m               | (58)384-61-22 608 582 683 |
| 3.  | Śluza Dębinek I (Płd.)  | 5                              | W pobliżu wsi Dębinek, tuż obok skrzyżowania kanału ze Starą Notecią | 130,1 km                | 1,73 m               | (58)324-84-71             |
| 4.  | Śluza Dębinek II (Płn.) | 6                              | W pobliżu wsi Dębinek, tuż obok skrzyżowania kanału ze Starą Notecią | 130,7 km                | 0,83 m               | (58)324-84-71             |
| 5.  | Śluza Łochowo           | 7                              | Pomiędzy wsiami Lisi Ogon a Łochowo                                  | 144,9 km                | 3,10 m               | (58)381-93-91             |
| 6.  | Śluza Lisi Ogon         | 8                              | Pomiędzy wsiami Lisi Ogon a Łochowo                                  | 145,3 km                | 3,17 m               | (58)381-93-91             |

Śluzować można się o dowolnej godzinie po wcześniejszym ustaleniu telefonicznym.

## Galeria

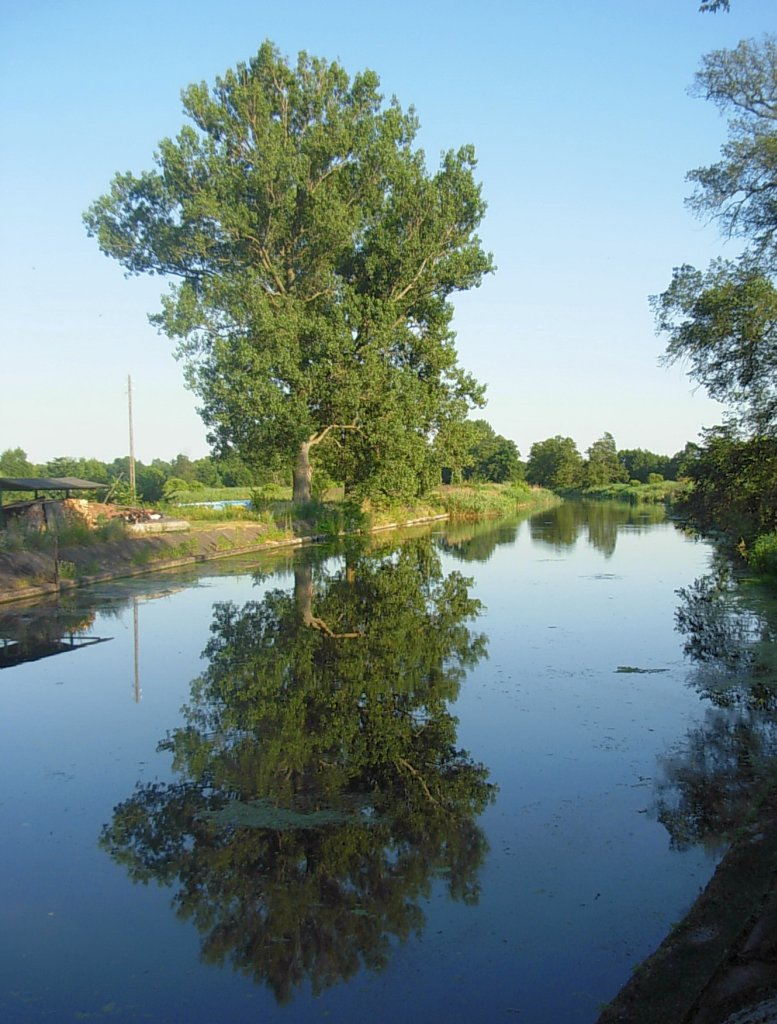
Starodrzew topoli nad Kanałem Górnonoteckim
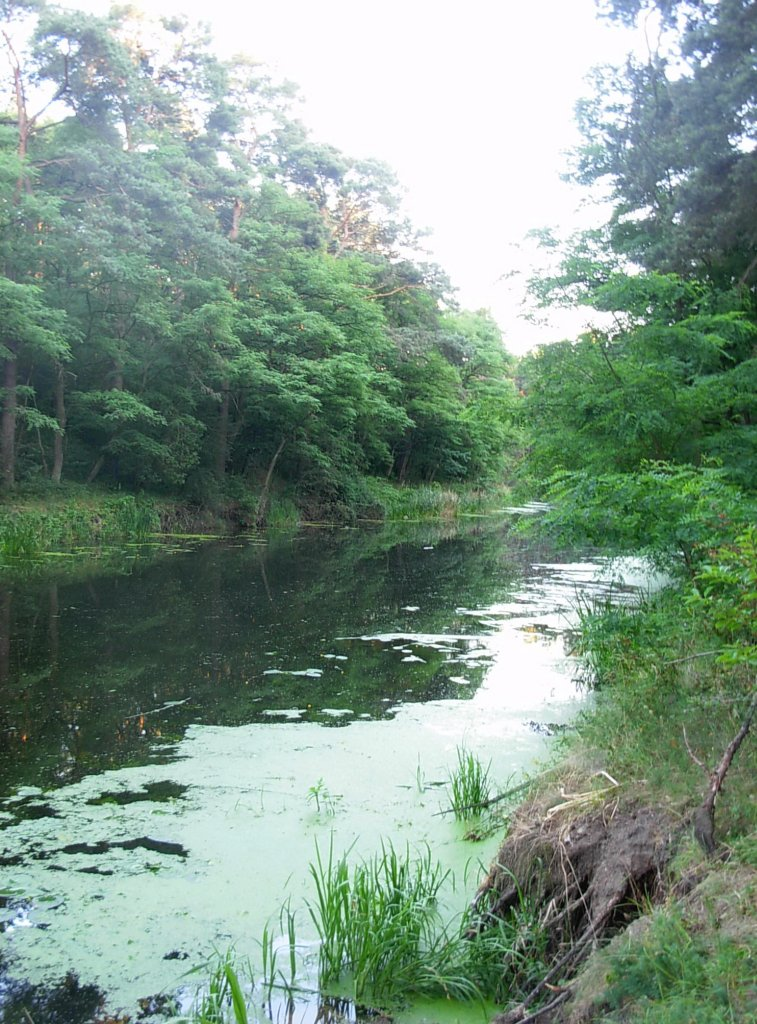
Leśny odcinek kanału
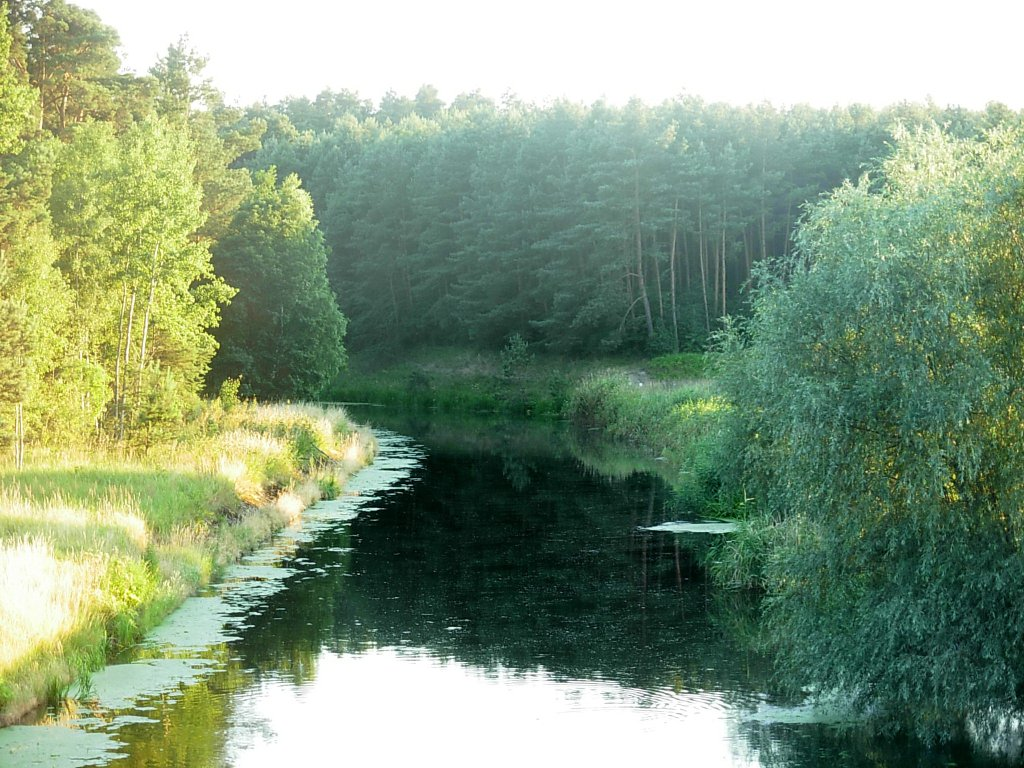
Kanał wypływający z lasu pod Łochowem
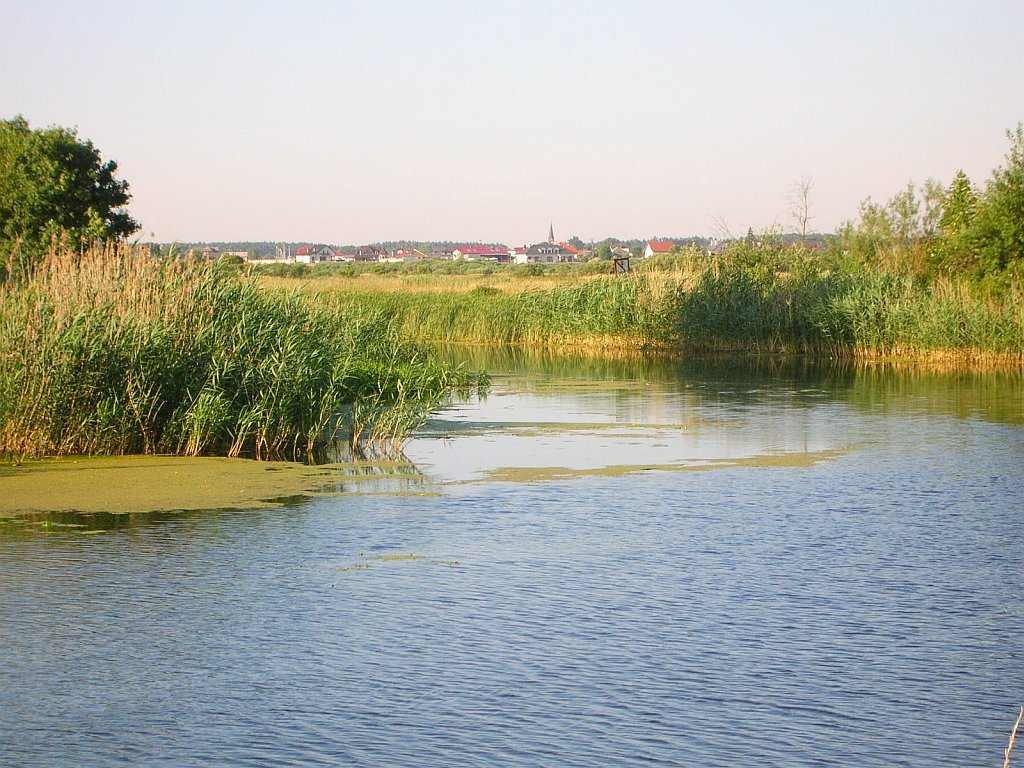
Ujście kanału z widokiem na Łochowo